# Austerlitz (film)
Pour les articles homonymes, voir Austerlitz.
Pour plus de détails, voir Fiche technique et Distribution.
Austerlitz est un film français réalisé par Abel Gance sorti en 1960.

## Synopsis
Le film raconte l'histoire de l'Europe, de la signature de la paix d'Amiens entre la France et l'Angleterre jusqu'à la bataille d'Austerlitz, le 2 décembre 1805.
Sont décrits notamment :
- L'affaire du duc d'Enghien
- Le couronnement de Napoléon Ier
- Les projets proposés par l'inventeur américain Robert Fulton à Napoléon
- La bataille d'Austerlitz

## Fiche technique
- Titre : Austerlitz
- Réalisation : Abel Gance
- Collaboration à la réalisation : Roger Richebé (sous réserve)
- Scénario : Abel Gance, Nelly Kaplan et Roger Richebé
- Photographie : Henri Alekan, Robert Juillard
- Musique : Jean Ledrut
- Son : Pierre-Louis Calvet
- Décors : Jean Douarinou
- Costumes : Ferdinand Junker, Elisabeth Simon, Léon Zay
- Maquillage : Hagop Arakelian, Igor Keldich
- Montage : Leonide Azar, Yvonne Martin, assistés de Kenout Peltier
- Assistants-réalisateur : Nelly Kaplan, Pierre Lary, Louis Pascal
- Photographes de plateau : Roger Forster, Raymond Voinquel
- Bagarres réglées par Claude Carliez et son équipe
- Production : Alexander Salkind, Michael Salkind
- Sociétés de production : Compagnie internationale de productions cinématographiques (CIPRA), Lyre Films, Galatea Film, Michael Arthur Films, Dubrava Film
- Pays de production :  France,  Italie,  République fédérative socialiste de Yougoslavie,  Allemagne de l'Ouest
- Genre : Historique et guerre
- Langues de tournage : français, russe, allemand
- Format : Couleurs (Eastmancolor) - 2,35:1 (Dyaliscope) - mono - 35 mm
- Durée : 166 minutes
- Date de sortie :
  - France : 17 juin 1960
- Affiche : Jean Mascii (France)

## Distribution
- Pierre Mondy : Napoléon Bonaparte
- Martine Carol : Joséphine de Beauharnais
- Claudia Cardinale (doublée par Claire Guibert) : Pauline Bonaparte
- Elvire Popesco : Lætitia Bonaparte
- Rossano Brazzi : Lucien Bonaparte
- Daniela Rocca : Caroline Bonaparte
- Anna Maria Ferrero : Élisa Bonaparte
- Pierre Marteville : Joseph Bonaparte
- Leslie Caron : Élisabeth Le Michaud d'Arçon de Vaudey
- Jean-Louis Horbette : Constant, le valet de Napoléon
- Jean Mercure : Talleyrand
- Lucien Raimbourg : Fouché
- Jacques Castelot : Cambacérès
- Jean Marais : Lazare Carnot
- Orson Welles (doublé par Yves Brainville) : Robert Fulton
- Vittorio De Sica : le pape Pie VII
- Jean-Louis Trintignant : Ségur
- Jean-Louis Richard : Alexandre Ier, empereur de Russie
- Janez Vrhovec (sr) : François II empereur des Romains, devenu François Ier d'Autriche
- Jack Palance (doublé par Hans Verner) : le général Franz von Weyrother
- Polycarpe Pavloff : Koutouzov
- Claude Conty : Dolgoroukov
- Pierre Tabard : Andrault, comte de Langeron
- Michel Simon : le grognard Alboise (de Pontoise, Seine-et-Oise)
- Georges Marchal : Lannes
- Jean-Marc Bory : Soult
- Guy Haurey : Friant
- Georges Demas : Daumesnil
- Ettore Manni : Murat
- Guy Delorme : Exelmans
- André Certes : Berthier
- Antoine Baud : Bernadotte
- Jean Berger : Hédouville
- Raoul Billerey : Savary
- Pierre Peloux : Daru
- Guy-Marie d'Avout d'Auerstaedt : Davout
- Roland Bartrop (it) : l'amiral Nelson
- Henri Vidon : Fox
- Anthony Stuart : William Pitt
- André Randall : Whitworth
- Jean-François Rémi : Duroc
- Maurice Teynac : Schulmeister
- Louis Eymond : Lebrun
- Claude Carliez : Margaron
- Nelly Kaplan : Madame Récamier
- Anna Moffo : La Grassini
- Henri Cote
- Henri-Jacques Huet
- André Oumansky
- Dominique Zardi
- Robert Lepagès
- Sophie Daria
- Hugues Wanner
- Fernand Fabre
- Jean Degrave
- José Squinquel

## Accueil

### Avis de la presse
Alain Pigeard du magazine Historia dresse une critique mitigée du film : « Sacrifiant à la mode du défilé des stars, Abel Gance n'a pas réussi la reconstitution de la bataille... Les costumes sont à pleurer ». L'historien ajoute que « les maréchaux français sont mal représentés », au contraire des Russes et des Autrichiens qui sont « bons ».

En revanche, Le Figaro loue la prestation de Pierre Mondy que le quotidien trouve « envoûtant » dans le rôle de l'empereur. Le quotidien ajoute : 

« Sans en avoir exactement le physique, Pierre Mondy a le nerf nécessaire pour être Napoléon. Il ajoute ce sourire désarmant remarqué par tous ceux qui ont rencontré le vrai empereur. La colère de Mondy dans la scène où est décidée la «pirouette de Boulogne» est magistrale. »

### Box office
Le film a été un succès avec 3 452 012 entrées au Box office français de 1960.

## Autour du film
- En 1927, Abel Gance avait réalisé Napoléon vu par Abel Gance, prestigieux film muet tourné avec des moyens considérables et distribué dans le monde entier.

- Le Napoléon de 1927 n'était cependant que le premier des huit volets (d'autres sources en évoquent six ou sept)[3] que le cinéaste voulait consacrer à l'histoire entière de Napoléon Bonaparte. Abel Gance souhaitait, dans un projet pharaonique, poursuivre sur grand écran le récit et la vie de l'Empereur, son sacre, sa défaite à Waterloo, les cent jours, son exil et sa mort. Malgré le succès du premier volet, il ne put réaliser les suivants. En 1935, il reprit son premier film dans une version sonorisée, Napoléon Bonaparte. Dès lors, Austerlitz peut être considéré comme le troisième volet de la saga consacrée à l'Empereur. Le film évoque principalement les causes de la bataille d'Austerlitz durant la 1re partie, puis la bataille elle-même. Il débute un peu avant le Consulat à vie (1802), passe par le sacre de l'Empereur, (1804, une année exactement avant la bataille) et finit par la victoire d'Austerlitz le 2 décembre 1805.

- Le film a été tourné en partie en République fédérative socialiste de Yougoslavie à Zagreb (12 octobre au 13 décembre 1959[4]) : un studio a été aménagé dans le plus grand hall du parc des expositions (Machinograd), et les scènes de bataille ont bénéficié du concours de l'armée yougoslave[5]. D'autres prises de vue furent réalisées à Rome (16 au 28 décembre 1959[4]) puis à Paris (studios de Joinville 4 au 26 janvier 1960[4]).

- La scène du couronnement de l'Empereur est remplacée par une simple évocation en rêve éveillé, jouée par Jean-Louis Trintignant, participant à une répétition de l'événement.